# Nuklearmedicin
Nuklearmedicin er anvendelsen af radioaktive stoffer i medicinsk sammenhæng. Anvendelsen kan være til undersøgelser (diagnostik) eller behandling (terapi). Som lægeligt speciale er betegnelsen Klinisk fysiologi og nuklearmedicin, fordi radioaktiviteten bruges til at undersøge kroppens fysiologi. 
Princippet til sådanne undersøgelser er, at patienten indgives et kortlivet radioaktivt sporstof, dvs. et stof som (pga. radioaktiviteten) kan spores i kroppen. Sporstoffets fordeling i kroppen kan så afbildes med et gammakamera eller en PET/CT-skanner.
Afdelingerne er som regel benævnt "Klinisk Fysiologisk og Nuklearmedicinsk Afdeling" eller "Nuklearmedicinsk Afdeling". Afdelingerne er oftest bemandet af bioanalytikere og læger fra specialerne radiologi og klinisk fysiologi og nuklearmedicin og på nogle afdelinger sygeplejersker. Hertil hører en række støttefunktioner som hospitalsfysikere og kemikere.
Undersøgelser baseret på nuklearmedicin er ikke kun forbeholdt mennesker. Til forskningsbrug udføres de på små dyr som mus og rotter, større dyr som hunde og svin og på KU life og Højgård Hestehospital også på heste.

## Diagnostik
- Knoglescintigrafi – beskriver knogleomsætningen. Anvendes i særlig grad til at diagnosticere knoglemetastaser, primære knoglecancere og knoglemetaboliske sygdomme.
- Thyreoideaskintigrafi – vurdering af funktion og størrelse af skjoldbruskkirtlen. Særlig velegnet til at differentiere hyperfungerende ("varme") og hypofungerende ("kolde") knuder. Sidstnævnte kan være udtryk for cancer.
- PET/CT-undersøgelser – det hyppigst brugte PET-sporstof er fluor-deoxy-glucose ([18F]FDG), der viser glukoseoptagelsen i cellerne. Anvendes i særlig grad til diagnostik af cancer, gigtlidelser og infektion.
- Distale blodtryksmålinger / Hudperfusion – beskriver blodtrykket i fingre/tæer, samt blodgennemstrømningen, med henblik på amputation.
- Angiokardioskintigrafi / MUGA – beskriver hjertes evne til at tømme sig.
- Sentinel node – viser fraførende lymfe(r), kan også udføres uden isotop, med farve i stedet.
- GFR / Glomerulær Filtrations Rate – viser nyrernes filtrationshastighed.
- Leukocytskintigrafi – viser leukocytophobninger, kan bruges men henblik på infektionsfokus.

## Behandling
- Radiojod-behandlinger (131I) – behandling af lidelser i en hyperfungerende glandula thyreoidea, eller struma, der vha. stråleskader ødelægger vævet.
- Strontiumbehandlinger (89Sr) – bruges primært i USA, til behandling af kræft metastaseret til knoglerne.

## De første afdelinger
Danmark startede med oprettelse af klinisk fysiologisk afdelinger og Nuklearmedicinske afdelinger i 1960erne, Sverige kom dog først i Norden med afdelinger i 1950erne.
Klinisk fysiologisk afdelinger
- Glostrup Hospital (1963)
- Bispebjerg Hospital (1963
- Odense Universitetshospital (1963)
- Hillerød Hospital (1965)
- Københavns Kommunehospital (1967)

Nuklearmedicinske afdelinger
- Rigshospitalet (1965)
- Odense Universitetshospital (1968)
- Århus Kommunehospital (1971)
- Herning Centralsygehus (1973)
- Vejle Sygehus (1986)
- Aalborg Universitetshospital (1972)

## Nuværende afdelinger[1]

### Region Hovedstaden
- Bispebjerg Hospital og Frederiksberg Hospital, Klinisk Fysiologisk og Nuklearmedicinsk Afdeling ,
- Gentofte Hospital og Herlev Hospital, Afdeling for Nuklearmedicin ,
- Hvidovre Hospital, Klinisk Fysiologisk og Nuklearmedicinsk Sektion
- Nordsjællands Hospital - Hillerød, Billeddiagnostisk Afdeling
- Rigshospitalet og Glostrup, Klinik for Klinisk Fysiologi, Nuklearmedicin og PET , Klinisk Fysiologisk og Nuklearmedicinsk Afdeling Glostrup

### Region Midtjylland
- Regionshospitalet Gødstrup, Nuklearmedicinsk Afdeling
- Regionshospitalet Viborg, Klinisk Fysiologisk Afdeling
- Aarhus Universitetshospital, Nuklearmedicin og PET

### Region Nordjylland
- Aalborg Universitetshospital, Nuklearmedicinsk Afdeling

### Region Sjælland
- Næstved Sygehus og Køge Sygehus, Klinisk Fysiologisk-Nuklearmedicinsk Afdeling  (Webside ikke længere tilgængelig),

### Region Syddanmark
- Odense Universitetshospital, Nuklearmedicinsk Afdeling
- Sydvestjysk Sygehus - Esbjerg, Røntgen, Skanning og Nuklearmedicinsk Afdeling
- Sygehus Lillebælt - Vejle, Nuklearmedicinsk Afdeling

## Videnskabelige selskaber
Fysiologi og Nuklearmedicin har i Danmark været samlet under forskellige selskaber. Efter specialet har vundet større og større udbredelse, har det fået sit eget selskab.
- 1956 – 1971 Dansk Selskab for Klinisk Kemi og Klinisk Fysiologi
- 1971 – 1982 Dansk Nuklearmedicinsk Selskab & Dansk Selskab for Klinisk Fysiologi
- 1982 – Dansk Selskab for Klinisk Fysiologi og Nuklearmedicin